# Les afinitats electives
Les afinitats electives (títol original en italià: Le affinità elettive) és una coproducció franco-italiana de Paolo i Vittorio Taviani dirigida l'any 1996 i estrenada l'any 1997. Ha estat doblada al català.
Lliurement inspirat de la novel·la homònima de Johann Wolfgang von Goethe, el film transposa la història en el marc de la Toscana, pàtria dels germans Taviani.

## Argument
Després de nombrosos anys de separació, el baró Edoardo i la comtessa Carlotta, es troben, en una recepció a la vila dels Medici de Poggio a Caiano. Abans, es van estimar apassionadament i decideixen casar-se amb la finalitat de conèixer la felicitat, amb efecte tardà, però recíprocament desitjat. Mentre parella sembla haver trobat el seu equilibri, el baró convida, contra el parer de la seva esposa, un amic d'infantesa, l'arquitecte Ottone. Els pressentiments de Carlotta resulten fundats: la presència d'Ottone aporta alegria i satisfacció, però també confusió sentimental a la parella. A partir dels consells de Carlotta, Ottilia, la seva filla adoptiva, s'uneix a ells. La descripció d'una experiència científica, aquella de les « afinitats electives », permet ja de presagiar la continuació de la narració.

## Repartiment
- Isabelle Huppert: Carlotta / Charlotte
- Fabrizio Bentivoglio: Ottone / Othon
- Jean-Hugues Anglade: Edoardo / Edouard
- Marie Gillain: Ottilia / Ottilie
- Massimo Popolizio: El marquès
- Laura Marinoni: La marquesa
- Consuelo Ciatti: El regidor
- Stefania Fuggetta: Agostina / Augustine
- Massimo Grigo: El criat
- Adelaide Foti: la de l'Alberg
- Giancarlo Carboni: El metge

## Al voltant de la pel·lícula
- Premis 1996: Premis David di Donatello: 2 nominacions
- Crítica "Melodrama total ajustat a text i raons"[3]
- Després de Le Pré (1979), La Nit de San Lorenzo (1982) i Fiorile, Les afinitats electives és el quart film dels germans Taviani l'acció del qual se situa totalment a la Toscane, regió d'origen dels directors. Si, en aquesta adaptació, « el romanç de Gœthe apareix un poc reduït (...), el paisatge amb la seva bellesa arcaica i la seva magnificència, els ajuda - com sempre -, a superar les dificultats de la posada en 'escena d'una de les obres més profundes de la literatura occidental », escriu Sandro Bernardi al capítol Paisatges toscans (a Lorenzo Cuccu, El Cinema dels germans Taviani, Gremese, 2003).

| « | « La bellesa del paisatge de la Toscana és sempre misteriosa i contradictòria en els films de Taviani: és a la vegada cruel a la seva indiferència i el seu allunyament mil·lenari, i extraordinàriament proper, com si volgués participar en les nostres més violentes emocions; sembla de vegades voler calmar la nostra ànima turmentada per la dolçor i la serenitat que inspira, o al contrari, insuflar la inquietud a les ànimes més plàcides. És una "naturalesa sensible", com diria Eisenstein, (...) que ha sempre estat una font d'inspiració per als dos germans » afegeix | » |